# 1959 en Inde
Chronologie de l'Inde
- 1955
- 1956
- 1957
- 1958
- 1959
- 1960
- 1961
- 1962
- 1963

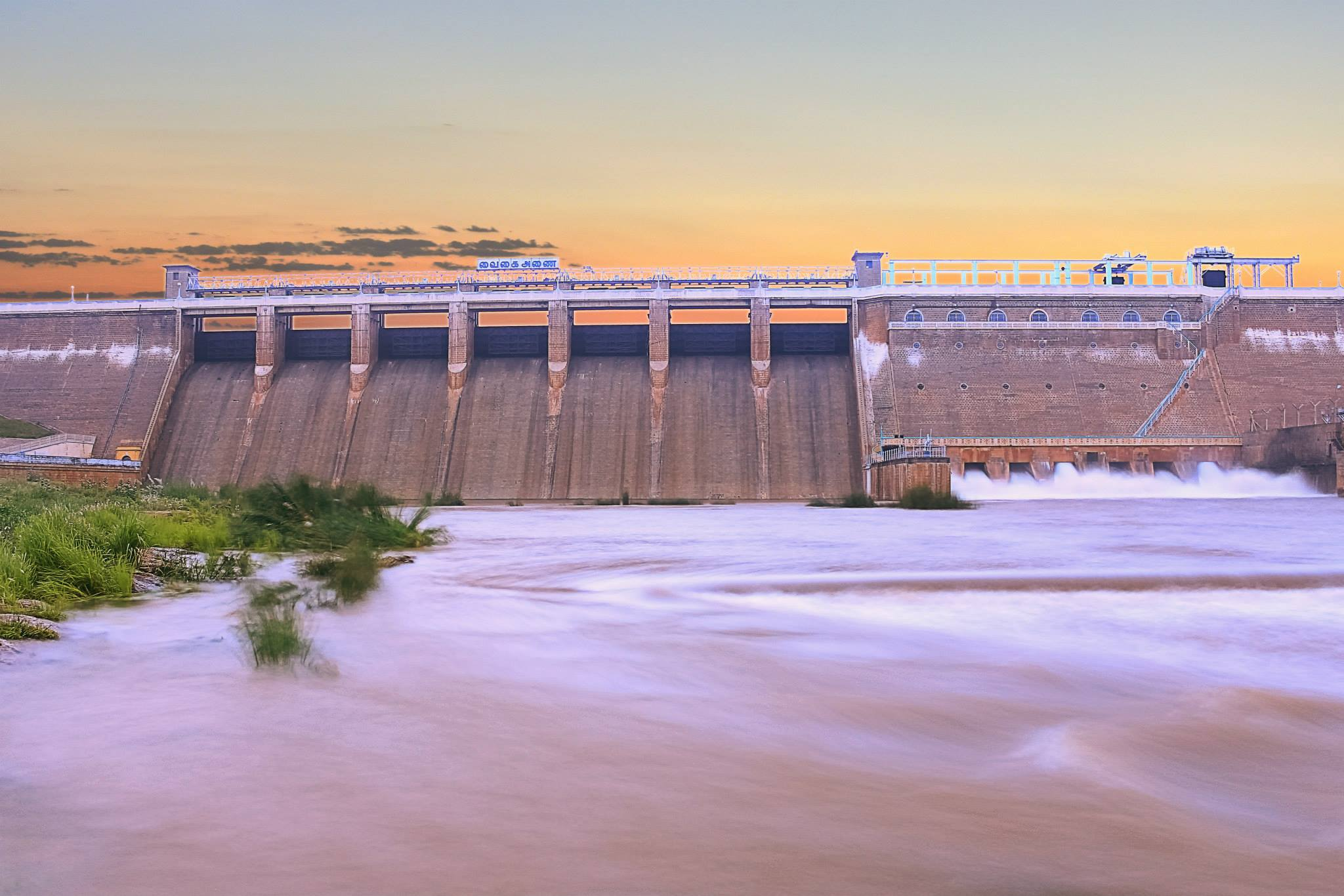
Inauguration du barrage de Vaigai près d'(29 janvier).

Cette page concerne les évènements survenus en 1959 en Inde  :

## Évènement
- Le Mautam qui se produit tous les 45 à 50 ans dans le nord-est de l'Inde, entraîne la mort d'au moins une centaine de personnes, en plus de lourdes pertes de biens et de récoltes.
- Loi sur l'altération des frontières de l'Andhra Pradesh et du Madras (en)
- Verdict dans l'affaire K. M. Nanavati c. l’État de Maharashtra (en), concernant le commandant Kawas Manekshaw Nanavati, un commandant de la marine, jugé pour le meurtre de Prem Ahuja, l'amant de sa femme.
- 13 juin : Fusillade d'Angamaly (en), un incident qui a eu lieu à Angamaly, au Kerala, lorsque la police ouvre le feu sur des manifestants qui protestent contre le gouvernement communiste du Kerala.
- 7 décembre : Huitième amendement de la Constitution de l'inde (en)

## Cinéma
- 6e cérémonie des Filmfare Awards
- 6e cérémonie des National Film Awards (en)
- Les films Anari, Paigham (en) et Navrang (en) se classent aux premières places du box-office indien de 1959.

Sortie de film
- Fleurs de papier
- Kalathur Kannamma
- Le Monde d'Apu

## Littérature
- Aag Ka Darya (en), roman de Qurratulain Hyder (en).
- Pathummayude Aadu (en), roman de Vaikom Muhammad Basheer.
- Yayati (en), roman de Vishnu Sakharam Khandekar (en).

## Sport
- Organisation en Inde du Tour préliminaire à la Coupe d'Asie des nations de football 1960 (Tournoi de la zone Ouest).

## Création
- Barrage de Vaigai (en)
- Comité de résistance à la hausse des prix et à la famine (en)
- Parti Swatantra (en)

## Dissolution
- Congrès national démocratique indien (en)
- Dharmodaya (en), magazine.
- Roupie de l'État de Hyderabad (en)